# Тачеддирт
Тачеддирт или Ташеддирт (англ. Tacheddirt) — небольшая высокогорная деревня в провинции Эль-Хауз в области Марракеш-Тенсифт-Эль-Хауз. Электричество в неё было проведено только в 2008 году.

## Расположение
Координаты деревни: 31°09′22″ с. ш. 7°50′46″ в. д.. Деревня расположена на горе Высокий Атлас на высоте 2454 м. 